# Primavera Árabe (2010-2012)
Las protestas árabes de 2010-2012, conocidas como Primavera Árabe, correspondieron a una serie de manifestaciones populares, levantamientos y rebeliones armadas que se extendieron por gran parte del mundo árabe a principios de la década de 2010, en clamor de, según los manifestantes, la democracia y los derechos sociales organizada por la población árabe.
Se considera el comienzo de estas manifestaciones el 17 de diciembre de 2010 en la ciudad de Sidi Bouzid, cuando un vendedor ambulante (Mohamed Bouazizi) fue despojado por la policía de sus mercancías y cuentas de ahorros y en respuesta, se inmoló en forma de protesta. Durante su agonía, miles de tunecinos se rebelaron contra las malas condiciones a las que el país estaba sometido, causando un efecto dominó en el resto de las naciones árabes. Desde 1987, Zine el Abidine Ben Ali gobernaba Túnez con un gobierno considerado autoritario. Los tunecinos, ante la situación de Bouazizi, salieron a protestar contra Ben Ali. Mohamed Bouazizi falleció el 4 de enero de 2011. Diez días después, el presidente Ben Ali dimitió. 
El ejemplo de Túnez fue imitado en el resto del mundo árabe. En Egipto, salieron a manifestarse millones de personas contra Hosni Mubarak quien llevaba 30 años en el poder; los libios contra Muamar Gadafi (42 años en el poder); en Siria contra Bashar Al Assad (15 años entonces); en Yemen contra Ali Abdullah Saleh (21 años entonces); en Argelia contra Abdelaziz Buteflika (12 años entonces). El sultán de Omán Qabus bin Said Al Said y el rey Hamad bin Isa Al Jalifa de Barhéin incrementaron el poder de los parlamentos y prometieron mejores condiciones de vida en ambos países; en Jordania fue destituido el primer ministro Samir Rifai. Mientras en Egipto Hosni Mubarak fue derrocado el 11 de febrero. En Libia, el gobierno de Gadafi acudió presuntamente al uso de la fuerza aérea para reprimir a los manifestantes y, en respuesta, la OTAN lideró una coalición aérea para frenarlo. Los rebeldes libios, ayudados por la OTAN, expulsaron a Gadafi de Trípoli, la capital, y tomaron el control del gobierno. El 20 de octubre de 2011, Gadafi fue encontrado huyendo y fue ejecutado, dando fin a la primera fase de la guerra. En Yemen, el país más pobre del mundo árabe, las protestas contra Ali Abdullah Saleh duraron más de un año, hasta que en febrero de 2012 fue expulsado del poder. En Siria se produjo otra guerra civil que no se solucionó sino hasta más de 13 años después, con la caída del dictador Bashar Al-Ássad; que a su vez fue el último conflicto en solucionarse. Tan solo, Catar y los EAU fueron los únicos que no tuvieron manifestación alguna, y si la tuvieron, no causó repercusión de ningún tipo.
Calificados como revoluciones por la prensa internacional, la cadena de conflictos comenzó con la revolución tunecina, en diciembre de 2010. Sin embargo, Noam Chomsky, célebre filósofo y activista estadounidense, considera que las protestas de octubre de 2010 en el Sahara Occidental fueron el punto de partida de las revueltas. En un primer momento, la prensa occidental la denominó también como revolución democrática árabe.
Por otro lado, han sido denunciadas las numerosas especulaciones y maniobras que las potencias occidentales han ejercido en los países árabes aprovechando la inestabilidad política traída en las revueltas populares. El creciente caos en los Estados árabes fue escenario suficiente para la aparición del Estado Islámico. Sin embargo, estas revueltas no tienen precedentes en el mundo árabe, ya que si bien en la historia de este ha habido numerosas revoluciones laicas y republicanas, hasta ahora éstas se habían caracterizado por nacer a partir de golpes de Estado militares y dar paso a gobiernos en cierta medida autoritarios con o sin apoyo popular, en tanto que los acontecimientos se caracterizaron por un reclamo democrático, y de una mejora sustancial de las condiciones de vida. Por la naturaleza de sus protestas (libertades democráticas, cambios políticos, económicos y sociales), algunos observadores europeos las asocian con las revoluciones europeas de 1830 y de 1848 y de 1989 en el este europeo, a partir de la caída del muro de Berlín en 1989.
La ola de revoluciones y protestas iniciales se desvaneció a mediados de 2012, ya que muchas manifestaciones de la Primavera Árabe se encontraron con respuestas violentas de las autoridades, milicias progubernamentales, contramanifestantes y militares. Estos ataques fueron respondidos con violencia por parte de los manifestantes en algunos casos. Siguieron múltiples conflictos a gran escala: la guerra civil siria; el ascenso del Estado Islámico, la insurgencia en Irak y la posterior guerra civil; la crisis egipcia, el golpe de Estado y los disturbios e insurgencia posteriores; la crisis libia; y la crisis yemení y la posterior guerra civil. Los regímenes que carecían de una gran riqueza petrolera y de acuerdos de sucesión hereditaria tenían más probabilidades de sufrir un cambio de régimen.
Con la excepción de Túnez, en ningún país las revueltas dieron paso a un régimen democrático, aunque constituyeron la semilla años después de la llamada Segunda primavera árabe.

## Causas y consecuencias
Túnez experimentó una serie de conflictos durante los tres años previos a la Primavera Árabe, el más notable se produce en la zona minera de Gafsa en 2008, donde las protestas continuaron durante muchos meses. El catalizador para la escalada de protestas fue la autoinmolación 
de Mohamed Bouazizi en Túnez. Las protestas siguieron hasta la revolución demócrata.
La revolución democrática árabe es considerada la primera gran oleada de protestas laicas y democráticas del mundo árabe en el siglo XXI. Las protestas, de índole social y en el caso de Túnez, apoyada por el ejército, estuvieron causadas por factores estructurales y demográficos, unas condiciones de vida duras arraigadas en el desempleo, a lo que se añadían regímenes corruptos y autoritarios. Según explica Pedro Fuentes desde el PSOL estos regímenes, nacidos de los nacionalismos árabes de entre las décadas de 1950 y 1970, se fueron convirtiendo en gobiernos represores que impedían una oposición política creíble que dio lugar a un vacío llenado por movimientos islamistas de diversa índole. Juan Goytisolo lista otras causas de las malas condiciones de vida, además del desempleo y de la injusticia política y social de sus gobiernos; éstas radican en la falta de libertades, la alta militarización de los países y la falta de infraestructuras en lugares donde todo el beneficio de economías crecientes va a parar a manos de unos pocos corruptos. Manuel Castells las amplía con los encarcelamientos oscuros.
Algunos habían analizado por qué estas revoluciones no pudieron ocurrir antes en el mundo árabe. Se ha dicho que hasta la Guerra Fría los países árabes supeditaban sus intereses nacionales a los de las superpotencias estadounidense y soviética, enfrentadas por la hegemonía global. No es hasta el fin de la Guerra Fría cuando, salvo excepciones, se permite a estos países mayor libertad política, coincidiendo con un amplio proceso de globalización que difundió las ideas de Occidente y que a finales de la primera década del segundo milenio terminó por tener una gran presencia de las redes sociales, que en 2008 se impusieron en Internet. La Red, a su vez, implementó su presencia en la década de los 2000 gracias a los planes de desarrollo de la Unión Europea. La mayoría de los manifestantes fueron jóvenes (no en vano las protestas de Egipto han recibido el nombre de revolución de los jóvenes), cercanos a Internet y cuya principal diferencia con sus generaciones predecesoras es que cuentan con estudios básicos, e incluso a veces superiores y universitarios. Immanuel Wallerstein considera la Primavera Árabe actual como una segunda rebelión árabe, heredera de lo que denomina espíritu o corriente de 1968 anticolonialista —frente al exterior— y antiautoritaria —frente al interior— que no llegó a triunfar en su día y que ahora vuelve a resurgir —aunque con contradicciones—, y que debe entenderse como parte fundamental de los movimientos mundiales de protestas (Protestas en Grecia de 2010-2011, Movimiento 15-M, Movilización estudiantil en Chile de 2011-2013, Movimiento #Yosoy132 en México, movilizaciones estudiantiles en Colombia de 2011 y 2012, Occupy Wall Street, protestas en China de 2011).
Por último, la profunda crisis económica que sumió a los países del norte de África, junto con casi todo el resto del mundo, en una pobreza más acuciante, fue un detonante al producir la elevación del precio de los alimentos y otros productos básicos, provocando la hambruna en la población más pobre.
La Primavera Árabe, si bien había empezado como protestas populares, en varios países el asunto creció sistemáticamente y el alzamiento civil tomó un protagonismo generalizadamente. En Túnez y en Egipto —donde tras celebrarse elecciones se instauró un gobierno de corte islamista más tarde derrocado con un golpe de Estado militar en 2013— las rebeliones derrocaron a los respectivos gobiernos en pocas semanas, pero en países como Libia o Siria, el gobierno respondió y se negó a abandonar el poder, lo que llevó a parte de la población a armarse y a comenzar guerras civiles en ambos países (aunque también hubo un influjo temprano de yihadistas internacionales). En Libia, los rebeldes insurgentes derrocaron a las fuerzas gubernamentales seis meses después del inicio de la revolución con ayuda de la OTAN. Sin embargo, en Siria, la guerra se ha prolongado y el impacto bélico intensificado, sin visualizarse un fin cercano y con registros que estiman en cientos de miles la cifra de muertos; muchos ven en la situación de Siria el lado más oscuro de la Primavera Árabe, debido al surgimiento de, por ejemplo, el Estado Islámico, que ha tomado vastas extensiones tanto en Siria como en Irak –explosión yihadista que también se está dando en Libia desde el fin del gobierno de Gadafi. En cambio, en los restantes países, la rebelión solo se ha visto plasmada en pequeñas protestas y manifestaciones. 
Esta serie de protestas a favor de la democracia o un cambio de régimen o de gobierno contrastó inicialmente con el silencio de la Unión Europea y con un apoyo relativamente grande desde Estados Unidos. El ministro de Asuntos Exteriores de Italia, Franco Frattini, explicó la falta de respuesta europea aduciendo que eran Estados independientes y no colonias de Europa. La Unión Europea se reunió el 31 de enero de 2011 para decidir si apoyaba o no las revueltas populares en Túnez y Egipto; si bien endureció su postura frente a Hosni Mubarak, presidente de Egipto, abogó por una solución pacífica y no condenó su gobierno.
Las primeras opiniones sobre la propagación de esta revolución desde Túnez a sus vecinos árabes no se deciden sobre su éxito, pero anuncian ciertas generalidades en los países tales como la autocracia y la actual capacidad de movilización del pueblo, según intelectuales y académicos como Azzedine Laayachi y Abdennour Benantar.
Las protestas han llegado a causar la convocatoria de manifestaciones democráticas en China, donde han sido rápidamente sofocadas. La Primavera costó a los países de la región casi U$S800.000 millones de dólares hasta 2014.

## Principales conflictos

### Túnez: la Revolución de los Jazmines

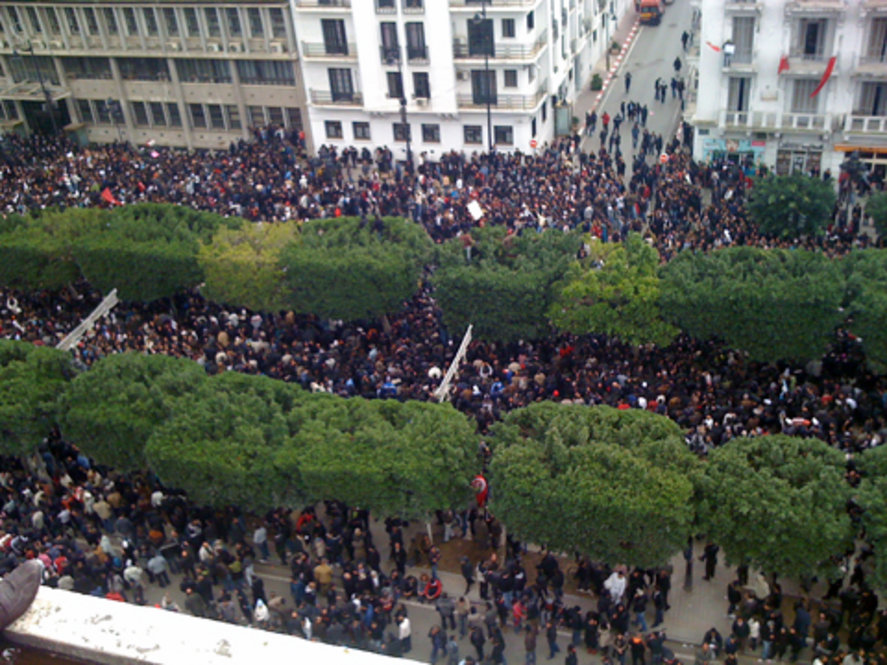
Multitud de manifestantes frente al Ministerio del Interior, el 14 de enero de 2011.

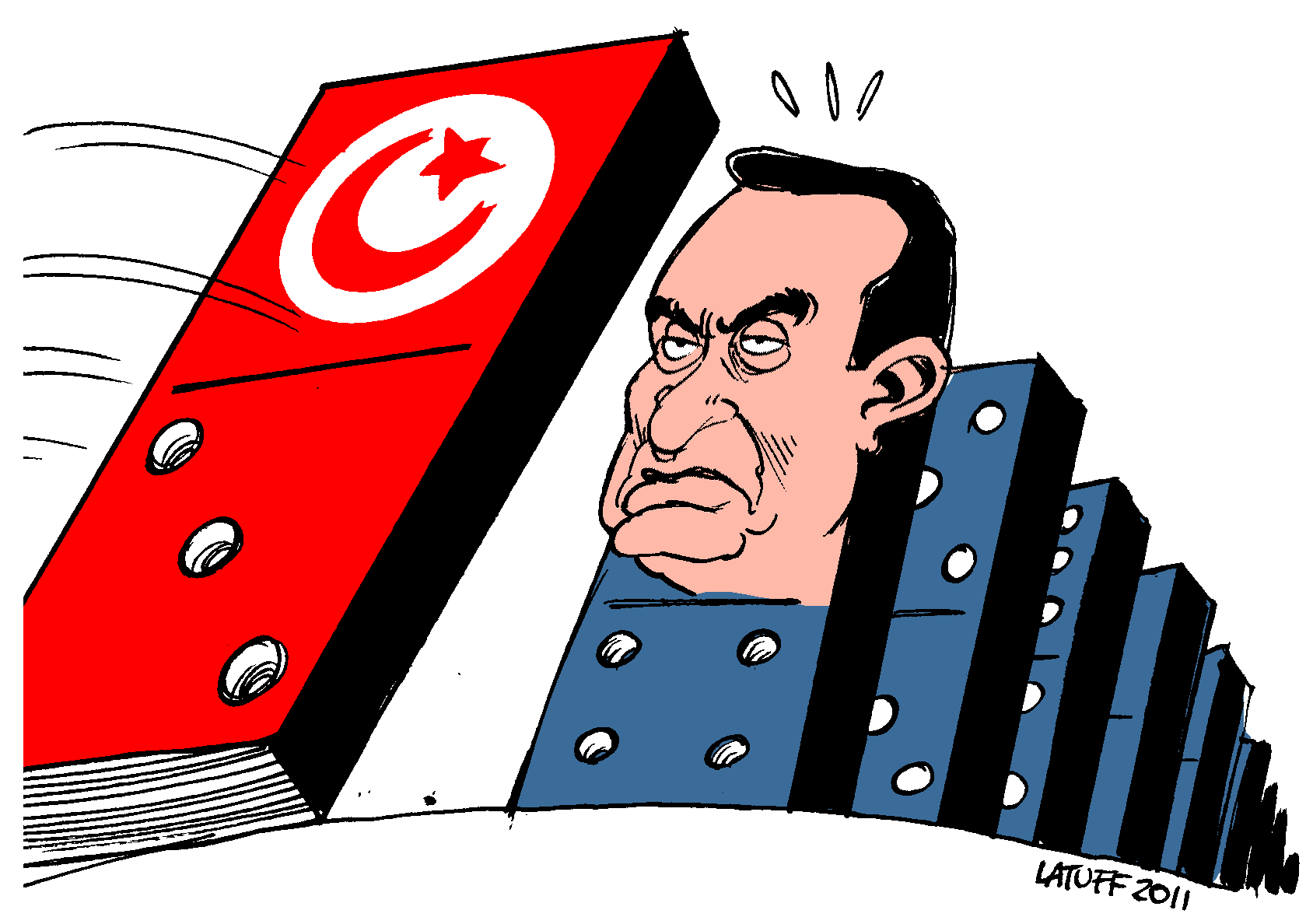
Viñeta del caricaturista brasileño Carlos Latuff en donde predice la caída del gobierno de Hosni Mubarak como efecto dominó de la revolución de Túnez.

A estas causas compartidas por los países de la región se añaden otras particulares. En el caso de Túnez, la cantidad de turismo internacional y en especial europeo que recibía consiguió un mayor arraigo de los planteamientos típicos de la democracia liberal; Túnez poseía, además, un gobierno menos restrictivo. Su economía estaba en manos de unas pocas familias oligarcas que asumían muchas de las filiales de grandes empresas extranjeras, especialmente francesas, que copaban los sectores turístico, financiero, distribución comercial, telecomunicaciones, seguros e industria. El gobierno de Ben Ali estaba además bien visto por la Unión Europea, con quien firmó un tratado de libre comercio en 2008, desplazando su industria allí debido a los bajos salarios tunecinos.
El régimen de Ben Al había logrado un crecimiento sostenido pero concentrado en unas pocas clases ricas situadas en las costas norte y noreste, en tanto que el resto del país era pobre. Esta pobreza se acentuó a partir de la crisis económica de 2008, que redujo el empleo y los salarios. Los parados llegaron (en cifras oficiales, probablemente a la baja) a situarse entre el 20% y el 30% de la población del país, pero con un porcentaje del 60% entre los menores de 30 años, donde cerca del 75% de la población no supera esa edad; es importante contar aquí a las mujeres, que en Túnez no sufren la represión islámica de otros Estados. Así, probablemente la falta de expectativas de una vida decente para la juventud fue un detonante mayor que la carestía de los productos básicos.
Todo ello terminó desembocando en la inmolación a lo bonzo, el 17 de diciembre de 2010, de un joven de 26 años, Mohamed Bouazizi, debido a sus problemas económicos, desatando una ola de manifestaciones en Sidi Bouzid que se extendió desde las periferias de Túnez hasta su misma capital y terminó por derrocar al gobierno. Otra particularidad de Túnez es que, al contrario que por ejemplo en Libia y Siria, su gobierno no había otorgado privilegios empresariales y cargos gubernamentales sistemáticamente al ejército. Este se puso del lado del pueblo tunecino, desobedeciendo las órdenes de Ben Ali.

### Egipto: la Revolución Blanca

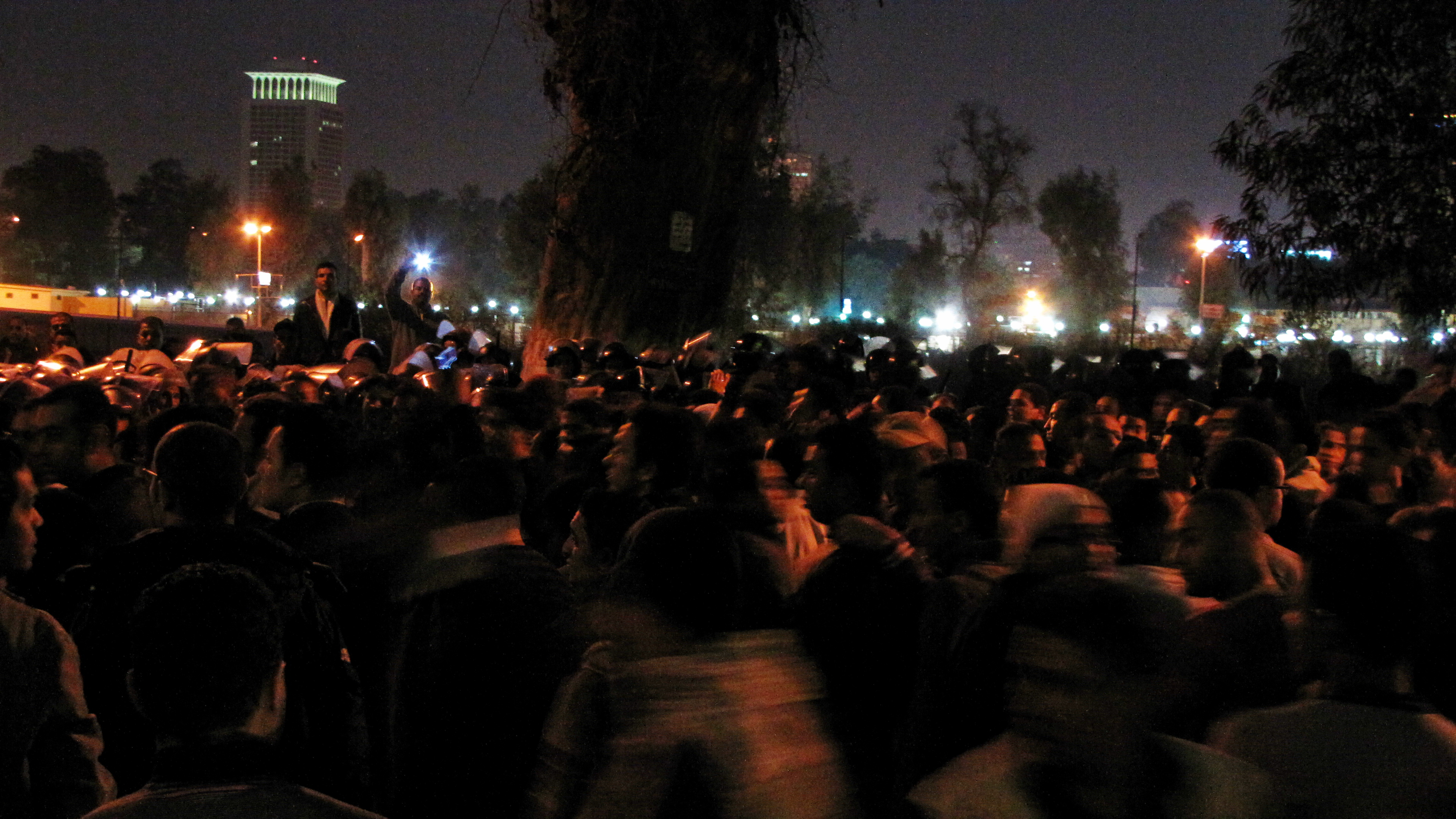
Manifestaciones civiles (enero de 2011).

Siguiendo a lo ocurrido en Túnez, el candidato a la presidencia de Egipto, Mohamed ElBaradei advirtió de que habría una tormenta política similar en Egipto a la de Túnez.
Las protestas en Egipto comenzaron el 25 de enero de 2011 y se prolongaron durante 18 días. A partir de medianoche del 28 de enero el gobierno egipcio decidió cortar completamente el acceso a Internet para impedir que los manifestantes se organizaran a través de las redes sociales. Al día siguiente, decenas de miles de personas protestaban por las calles de las principales ciudades de Egipto. El presidente Mubarak cesó formalmente al gobierno y declaró que crearía uno nuevo. Mubarak también depuso a su primer vicepresidente, el cual llevaba en el cargo más de 30 años. El 2 de febrero activistas pro-Mubarak lideraron una anti-protesta contra los manifestantes, y estos mismos violentos atacaron a periodistas internacionales, asesinando a uno de ellos.
El 10 de febrero Mubarak cedió todo el poder presidencial al vicepresidente Omar Suleiman, pero anunciando que permanecería como Presidente, al menos hasta que acabara la legislatura. Sin embargo, las protestas continuaron hasta que Omar Suleiman anunció que Mubarak dimitía de la presidencia y cedía el poder al Consejo Supremo de las Fuerzas Armadas. Inmediatamente después la junta militar disolvió el Parlamento, suspendió la Constitución de Egipto y prometió levantar el estado de emergencia en el país, que llevaba en vigor desde hacía 30 años. También declaró que habría elecciones libres en un plazo de 6 meses, o al acabar el año.
La mayoría de los estados y los ciudadanos mostraron su apoyo a la revolución, y muy pocos países, apoyaron a Mubarak.
En las primeras elecciones Mohamed Morsi resultó vencedor con un 51,9% de los votos frente Ahmed Shafik que obtuvo el 48,1% de votos. Tras estas elecciones el presidente elegido de Egipto dio a conocer que se promulgarían cambios constitucionales, lo cual ocasionó nuevas protestas populares y caos en las calles debido a que este cambio en la constitución le daba poderes ilimitados a fuerzas militares, que incluían la posibilidad de arrestar civiles por la fuerza entre otras prerrogativas; además, suponía un evidente retroceso en materias como laicismo y separación religión-Estado, con el aumento del peso de la religión islámica y de la ley islámica o sharía en la vida pública.
Como consecuencia de la creciente represión gubernamental a las protestas y de una serie de políticas económicas regresivas que afectan a la clase trabajadora así como a las capas populares, tiene lugar a partir del sábado 29 de junio, un nuevo movimiento de protestas masivas, que llegan a registrar una afluencia de 30 millones de personas por todo el país.
Como reacción a esta oleada de protestas, el presidente del Consejo Supremo de las Fuerzas Armadas, Abdul Fatah al-Sisi, lidera, con ayuda del Ejército un golpe de Estado que derroca, el 3 de julio de 2013, a Mohamed Morsi.

### Libia: primer conflicto a gran escala

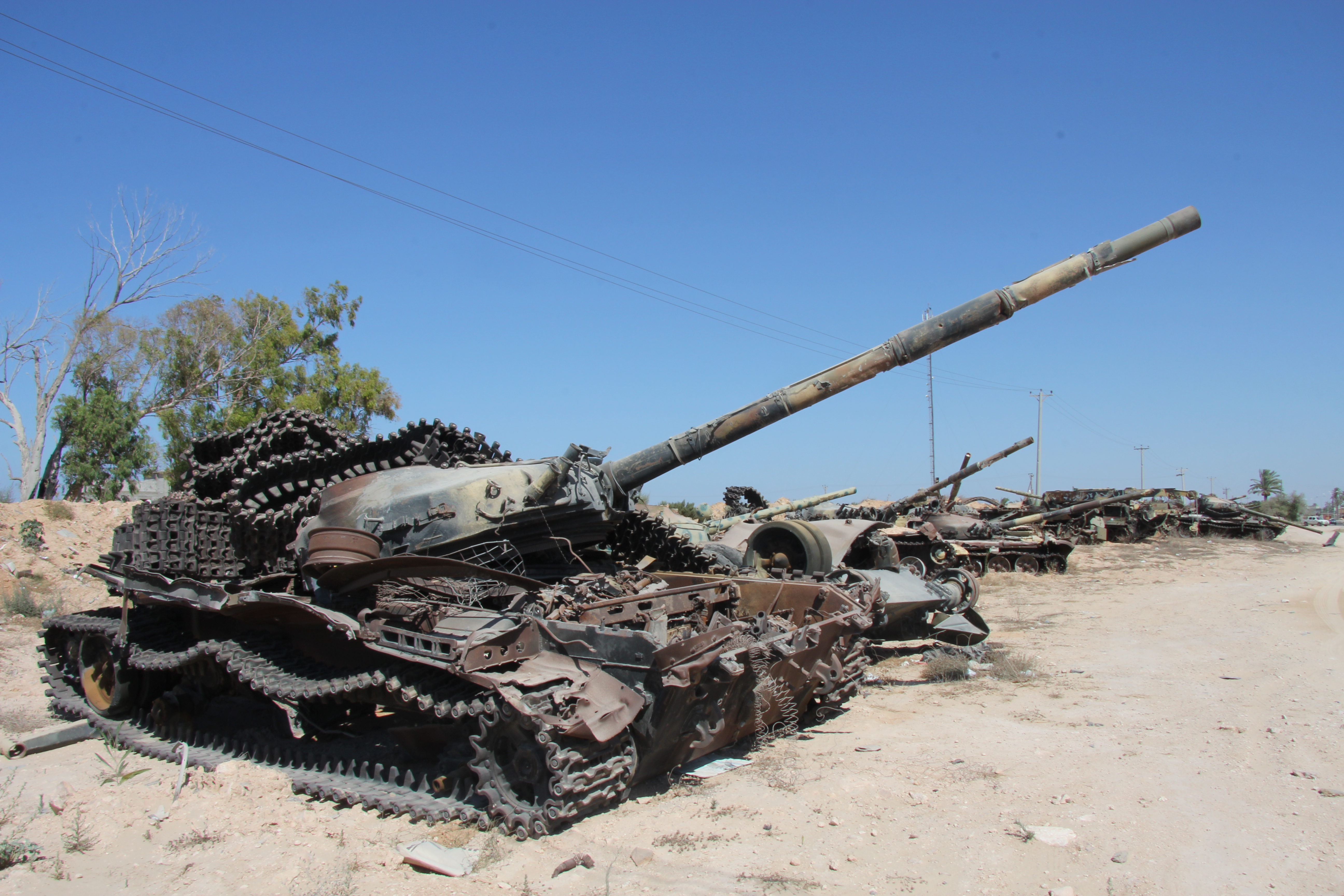
Tanques Destruidos a las afueras de Misurata

En Libia, la población civil también comenzó a exigir cambios en sus gobierno, quienes se inspiraron en las revoluciones en Túnez y Egipto para protestar en manifestaciones masivas en contra de su presidente, Muamar el Gadafi. Las primeras manifestaciones fueron entre enero y febrero de 2011, provocando la inmediata reacción del gobierno; represión y violencia. Las fuerzas leales del gobierno comenzaron a luchar contra los opositores, quienes habían creado el Frente de Liberación de Libia.
Tras fuertes combates, lo que había iniciado como una manifestación terminó en una guerra civil; la primera en la Primavera Árabe, ya que ni en Túnez ni en Egipto había ocurrido algo semejante. 
Al comienzo, los manifestantes tomaron la ciudad de Bengasi e iniciaron la lucha en esa ciudad. Bengasi era continuamente atacada por el gobierno. Rápidamente, la violencia se propagó por todo el país, y en la mayoría de las ciudades se desarrollaban combates entre los rebeldes y el ejército libio de Gadafi.
La comunidad internacional comenzó a intervenir en el país y la mayoría de los países mostraron su apoyo a la oposición, ayudándola en distintas operaciones militares.
Desde el mes de agosto, las fuerzas rebeldes comenzaron a avanzar muy rápido y para finales de ese mes ya habían tomado la capital Trípoli, estableciéndose como grandes vencedores. Después de eso, el ejército del gobierno comenzó a perder su poder, sobre todo por los continuos ataques de la OTAN y de países como Estados Unidos y Europa, que apoyaban totalmente a los rebeldes. Los bombardeos en contra del gobierno y de sus funcionarios colapsaron al estado e hicieron que Gadafi perdiera el control del país y se vio en la necesidad de huir.
Los rebeldes, en tanto, habían avanzado por todo el país y lo habían logrado dominar en totalidad. El 20 de octubre de 2011, Gadafi fue encontrado oculto en una guarida, tomado prisionero y ejecutado; ese mismo día la guerra civil acabó.
Luego de la muerte de Gadafi, los rebeldes iniciaron un proceso de transición en el gobierno.
Sin embargo, algunos de los problemas ocasionados tras la muerte de Gaddafi y con el nuevo gobierno son la pérdida de autonomía económica del país, una mayor presencia del sector privado en la industria del petróleo, la existencia de milicias integristas yihadistas que disputan al gobierno el control de áreas del país, y la contratación de empresas de seguridad privada como Blackwater para hacer el equivalente a las funciones de control del fronteras. Todo esto es interpretado por muchos analistas como síntomas del fracaso de las instituciones del Estado para ser capaces de regular importantes esferas de la vida pública, en un fenómeno que algunos califican como de Estado fallido o Estado roto.

### Yemen: las cintas rosas

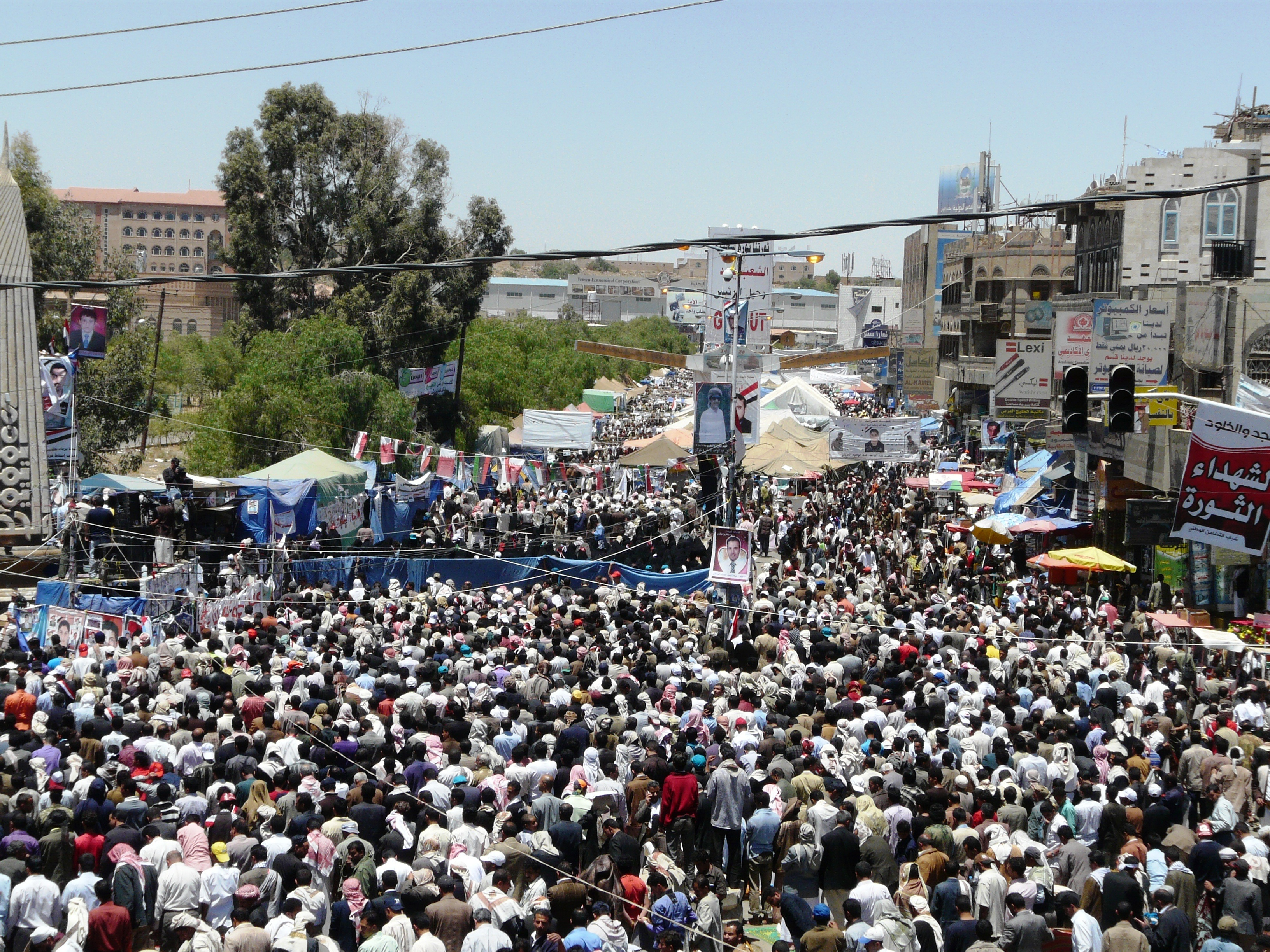
Protestas en Saná el 4 de abril de 2011

En enero de 2011 los ciudadanos yemeníes se rebelaron contra el régimen de Ali Abdullah Saleh, mediante una serie de manifestaciones pacíficas que fueron reprimidas violentamente por el gobierno. A pesar de la promesa de una transición de poder ordenada y progresiva, para finales de marzo del 2012, muchos grupos aún continuaban con las protestas en el Estado.
Los manifestantes yemeníes llevaban cintas rosas que simbolizan la Revolución de los Jazmines e indicaban su intención de no violencia. El legislador opositor Shawki al-Qadi dijo que el color rosa fue elegido para representar el amor y que las protestas serán pacíficas. La abundancia de cintas rosas en las manifestaciones mostraron el nivel de planificación que existía en las protestas.
Después de que Saleh pretendiera aceptar un plan negociado por el Consejo de Cooperación del Golfo que le permitía ceder el poder a cambio de inmunidad judicial solo para retroceder antes de firmar tres veces separadas, un intento de asesinato el 3 de junio lo dejó a él y a varios otros funcionarios yemeníes de alto rango heridos por una explosión en la mezquita del complejo presidencial. Saleh fue evacuado a Arabia Saudita para recibir tratamiento,La situación política y social del país empeoró a lo largo del 2012, hasta que se logró la destitución de Saleh con la llegada al poder de Abd Rabbuh Mansur al-Hadi, quien participaba en el gobierno del anterior dictador. Cuando Saleh volvió a intentar recuperar el poder del país, al-Hadi se negó y este se unió a los rebeldes hutíes, que inicialmente se habían levantado en armas contra él,El gobierno de reemplazo fue derrocado por los rebeldes hutíes el 22 de enero de 2015, comenzando la Guerra civil yemení y la intervención liderada por Arabia Saudita en Yemen.
Actualmente el país está sufriendo una de las peores catástrofes humanitarias de Oriente Medio por la falta de alimentos y los civiles están atrapados a causa del control que Arabia Saudí ejerce de los puertos y los aeropuertos. La guerra continúa, donde combaten por un lado la coalición liderada por Arabia Saudí en defensa de Al-Hadi (suní) y los rebeldes hutíes con ayuda de Irán (chií). 

### Siria: la revolución de los 13 años

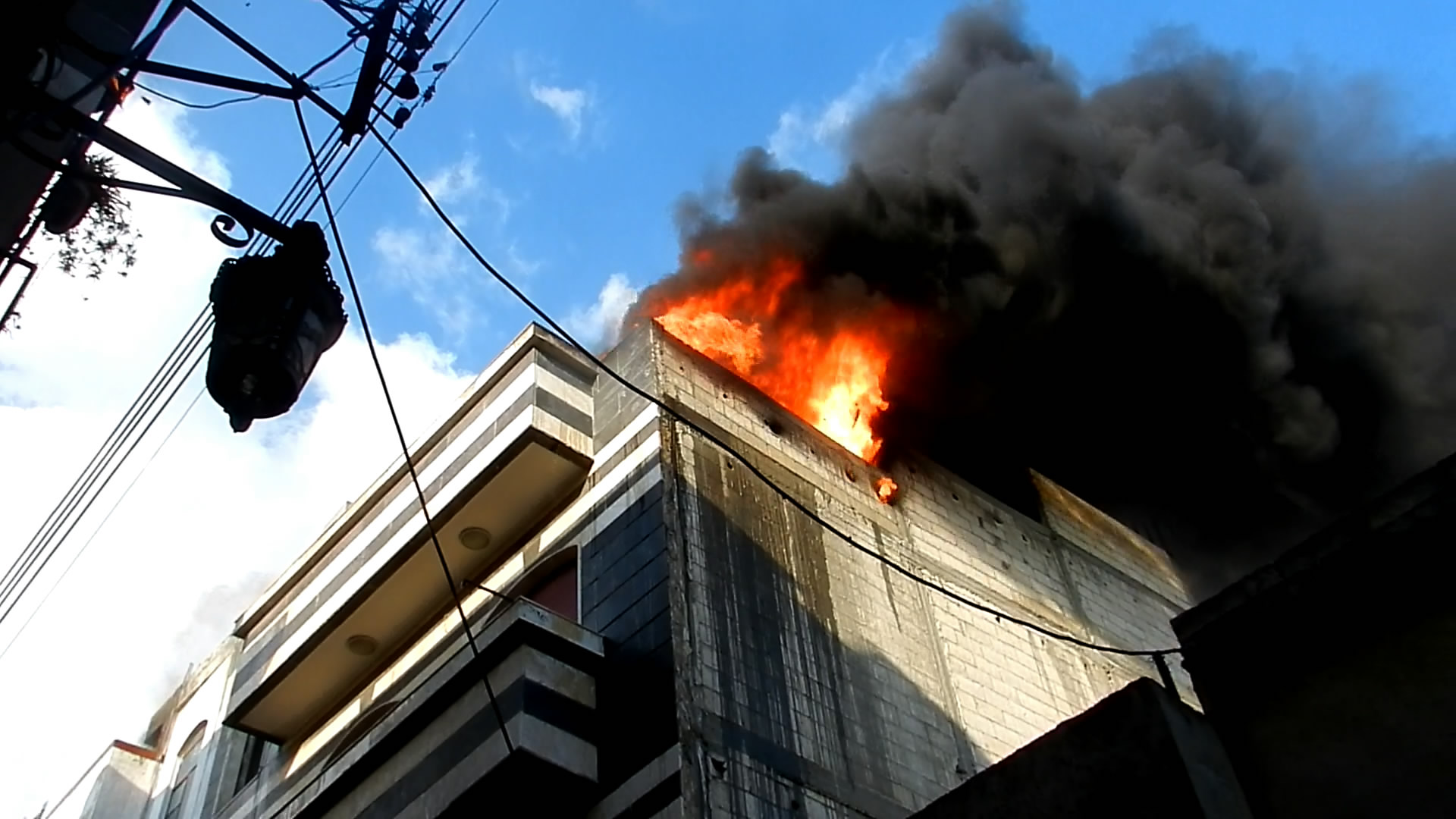
Bombardeos del ejército sobre la ciudad de Homs.

Mientras la democracia había triunfado en Túnez y en Egipto, y la victoria rebelde en Libia estaba cada vez más cerca, hubo otro país en que se produjeron grandes manifestaciones contra el gobierno: Siria. 
El conflicto se inició en 2011 con una serie de protestas pacíficas en contra del gobierno y en especial del presidente Bashar al-Asad, las cuales se fueron intensificando a lo largo del mismo año. La represión violenta de las manifestaciones provocó que una parte de la sociedad civil y sectores del ejército se alzaran en armas formando el llamado Ejército Libre de Siria. Para finales de año, los rebeldes —como se comenzó a denominar en los medios internacionales a quienes se enfrentan con el gobierno—, habían formado una guerrilla en el norte del país en donde intentaban tomar o minar localidades y que posteriormente se extendería a lo largo del territorio sirio. 
A inicios de 2012, los rebeldes habían logrado dominar muchas localidades del norte del país, pese a los contraataques diarios del ejército. La rebelión popular fue dando pie a enfrentamientos armados hasta desembocar en lo que se ha considerado una guerra civil. En 2012 se intensificaron de manera creciente los combates, así como la dureza de los ataques del ejército sirio a las ciudades parcial o completamente ocupadas por los rebeldes, destacando la ofensiva sobre Homs, que convirtió la antigua Emesa en la ciudad más dañada de la guerra hasta entonces. La guerra tomó un curso más serio y decisivo cuando entre junio y agosto los rebeldes tomaron el control del este de Alepo y mantuvieron numerosos frentes en la capital, Damasco. La primera continúa con enfrentamientos diarios que han devastado la ciudad, con la mayoría del territorio en manos de los rebeldes en mayo de 2013. En Damasco, el ejército sirio logró hacer retroceder a los rebeldes, aunque persisten combates y atentados con frecuencia e intensidad irregulares.
Para 2013, la violencia en el país aumentó y los combates se vivían con mayor crueldad. Las batallas en Damasco y Alepo tenían a ambas ciudades devastadas y con un gran número de muertos, en su mayoría civiles. Los rebeldes lograron dominar la ciudad de Raqqa en marzo, convirtiéndola en la primera capital de provincia en caer completamente. Pero en junio, la oposición sufrió una trascendental derrota en la ciudad de Al-Qusayr, batalla en la que intervino la organización libanesa Hezbolá. Por otro lado, el 2013 en la guerra se ha caracterizado por la creciente internacionalización que ha tenido el conflicto, sobre todo en sus vecinos de Oriente Medio; en Turquía persisten ataques incendiarios, en El Líbano hay lanzamiento de misiles y en Israel se mantiene un conflicto bélico que va en escalada, sobre todo desde el bombardeo que efectuó el país judío en Damasco. La globalización del conflicto ha dado lugar a diferentes apoyos en cada bando: Occidente, liderado por Estados Unidos, la Unión Europea y la Liga árabe, respalda a los rebeldes y apoya la salida de Asad; Por su parte, Irán, Rusia, China y Cuba, apoyan fielmente al gobierno y las dos primeras han proporcionado al estado grandes cantidades de armamento y aporte financiero. 
El conflicto ya ha dejado más de 600 000 muertos, lo que lo convierte en la guerra más grande de la última década, la crisis humanitaria más brutal del Siglo XXI y el conflicto más sangriento de la Primavera Árabe. En 2014, los combatientes del Estado Islámico se suman a la contienda, empeorando el panorama. Además de los problemas como crisis humanitaria y salida de los habitantes a países como Turquía, Líbano o Jordania, la guerra civil en Siria a causado la destrucción del rico patrimonio de Siria, como los cascos antiguos de Damasco, Bosra y Alepo; las ruinas de la ciudad de Palmira, el Krak de los Caballeros, la Ciudadela de Saladino o las Aldeas antiguas del norte de Siria, principalmente perpetrado por el Estado Islámico en todo los territorios que llegó a controlar.
A finales de 2024 una rápida ofensiva de los rebeldes provocó la caída del régimen y el exilio de Al-Asad.

### Baréin: la respuesta más violenta

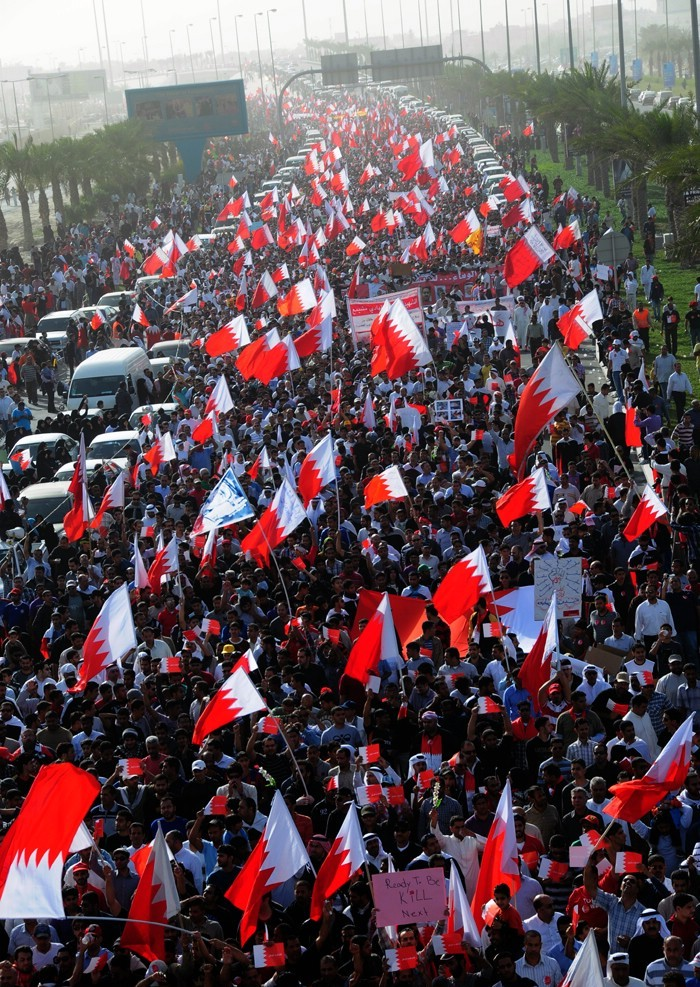
Alrededor de 10.000 personas manifestandose durante la marcha de lealtad a los mártires

Las protestas en Baréin comenzaron el 14 de febrero e inicialmente tenían como objetivo lograr una mayor libertad política y el respeto de los derechos humanos; no tenían la intención de amenazar directamente a la monarquía.
La frustración persistente entre la mayoría chiita por ser gobernada por el gobierno sunita fue una de las principales causas, pero las protestas en Túnez y Egipto se citan como la inspiración para las manifestaciones. Las protestas fueron en gran parte pacíficas hasta que la policía realizó una redada antes del amanecer el 17 de febrero para expulsar a los manifestantes de Pearl Roundabout en Manama, en la que la policía mató a cuatro manifestantes. Después de la redada, algunos manifestantes comenzaron a expandir sus objetivos a un llamado al fin de la monarquía. El 18 de febrero, las fuerzas del ejército abrieron fuego contra los manifestantes cuando intentaban volver a entrar en la rotonda, hiriendo a uno de ellos de muerte. Al día siguiente, los manifestantes volvieron a ocupar Pearl Roundabout después de que el gobierno ordenara la retirada de las tropas y la policía. Los días siguientes vieron grandes manifestaciones; el 21 de febrero, una Reunión de Unidad Nacional progubernamental atrajo a decenas de miles, mientras que el 22 de febrero el número de manifestantes en la Rotonda de la Perla alcanzó su punto máximo en más de 150.000 después de que más de 100.000 manifestantes marcharan allí y fueran atacados por el ejército de Baréin que mató alrededor de 20 e hirieron a más de 100 manifestantes. El 14 de marzo, las fuerzas del CCEAG (compuestas principalmente por tropas sauditas y de los Emiratos Árabes Unidos) fueron solicitadas por el gobierno y ocuparon el país.
El rey Hamad bin Isa Al Khalifa declaró el estado de emergencia de tres meses el 15 de marzo y pidió al ejército que reafirmara su control a medida que los enfrentamientos se extendían por todo el país. El 16 de marzo, soldados armados y policías antidisturbios despejaron el campamento de manifestantes en la rotonda de Pearl, en el que, según informes, murieron 3 policías y 3 manifestantes. Más tarde, el 18 de marzo, el gobierno derribó el monumento de la Rotonda de la Perla. Tras el levantamiento de la ley de emergencia el 1 de junio, los partidos de la oposición organizaron varias manifestaciones importantes. Casi a diario se han seguido produciendo protestas y enfrentamientos de menor escala fuera de la capital. El 9 de marzo de 2012, más de 100.000 protestaron en lo que la oposición llamó «la marcha más grande de nuestra historia».
La respuesta de la policía ha sido descrita como una represión «brutal» contra manifestantes pacíficos y desarmados, incluidos médicos y blogueros. La policía realizó allanamientos a medianoche en barrios chiitas, golpizas en retenes y negación de atención médica en una «campaña de intimidación». Más de 2.929 personas han sido arrestadas y al menos cinco personas murieron debido a torturas mientras se encontraban bajo custodia policial. El 23 de noviembre de 2011, la Comisión de Investigación Independiente de Baréin publicó su informe sobre su investigación de los hechos, encontrando que el gobierno había torturado sistemáticamente a prisioneros y cometido otras violaciones de derechos humanos. También rechazó las afirmaciones del gobierno de que las protestas fueron instigadas por Irán. Aunque el informe concluyó que la tortura sistemática había cesado, el gobierno de Baréin se negó a ingresar a varios grupos internacionales de derechos humanos y organizaciones de noticias, y retrasó la visita de un inspector de la ONU. Más de 80 personas habían muerto desde el inicio del levantamiento.
Incluso una década después de los levantamientos de 2011, la situación en Baréin se mantuvo sin cambios. El régimen continuó la represión contra todas las formas de disensión. Años después de las manifestaciones, se sabe que las autoridades de Baréin han acelerado su represión. Han tenido como blanco a defensores de los derechos humanos, periodistas, grupos políticos chiitas y críticos de las redes sociales.

## Situación por país

Caída del Gobierno
Caída del Gobierno varias veces
Guerra civil y caída del gobierno:
Protestas con cambios gubernamentales
Protestas mayores
Protestas menores
Otras protestas y manifestaciones fuera del mundo árabe

| Fecha de comienzo       | Estado            | Fecha de final           | Tipo de protestas | Reacción | Saldo de fallecidos                         |
| ----------------------- | ----------------- | ------------------------ | --- | --- | ------------------------------------------- |
| 9 de octubre de 2010    | Sahara Occidental | Mayo de 2011             | Mayor:Campamento de protesta, protestas mayores y ataques a oficinas gubernamentales. | Negociaciones entre el Ministerio del Interior de Marruecos y el comité del campamento de protesta (4-5 Nov.), intervención de la policía para desmantelar el campamento (8 Nov.), disturbios en El Aaiún y otras poblaciones, enfrentamientos entre manifestantes saharauis y policía y colonos marroquíes (8-9 Nov.), cese del gobernador de El Aaiún (26 Nov.). | 18 (oficial marroquí) 38 (Frente Polisario) |
| 17 de diciembre de 2010 | Túnez             | 15 de enero de 2011      | Caída del gobierno:Auto inmolación de Mohamed Bouazizi; manifestaciones de protestas en las calles; protestas por toda la nación; ataques a las oficinas del partido en el gobierno y también en algunas comisarías de policía. | • El presidente Ben Ali anuncia que no se presentará a las elecciones en 2014 (13 Ene). • Caída del gobierno de Ben Ali: El presidente y su familia huyen del país (14 Ene). Se convocan elecciones legislativas en 6 meses. • Mohamed Ghannouchi forma un gobierno de «unidad nacional» (17 Ene) • El partido político de Ben Ali se disuelve (20 Ene), y sus miembros son expulsados del Gobierno (27 Ene) y suspendidos (6 Feb) | 223                                         |
| 28 de diciembre de 2010 | Argelia           | 10 de enero de 2012      | Mayor:Grandes protestas en las calles. Inmolaciones. | El presidente Buteflika promete el fin del estado de emergencia promulgado desde hace 19 años «en un futuro muy cercano» (3 Feb). El primer ministro Ahmed Ouyahia dice que el estado de emergencia va a ser eliminado a finales de mes (16 Feb). | 8                                           |
| 12 de enero de 2011     | Líbano            | 15 de diciembre de 2011  | Menor:Protestas menores | Revueltas populares convocadas en redes sociales. | 17                                          |
| 14 de enero de 2011     | Jordania          | 4 de octubre de 2012     | Cambios en el gobierno:Protestas menores y manifestaciones en las calles. | El rey Abdullah II anuncia la caída del primer ministro Samir Rifai y la convocatoria de un nuevo gobierno. | 1                                           |
| 17 de enero de 2011     | Omán              | 8 de abril de 2011       | Cambios en el gobierno:Protestas menores | El sultán Qabus bin Said Al Said anuncia un incremento en el salario mínimo de los empleados en el sector privado de 140 rials (268 €) a los 200 rials (382 €). | 6                                           |
| 21 de enero de 2011     | Arabia Saudita    | 24 de diciembre de 2012  | Menor:Inmolaciones; Violencia en las calles | La policía detiene las protestas 15 minutos después de haber comenzado. De 30 a 50 detenidos. | 8                                           |
| 25 de enero de 2011     | Egipto            | 3 de julio de 2013       | Caída del gobierno: Auto inmolaciones; Grandes altercados en las calles; Protestas por toda la nación; Ataques contra comisarías y oficinas; Enfrentamiento entre protestantes y afines al gobierno; ocupación de espacios públicos. El 3 de julio el presidente Mohamed Morsi fue derrocado por las Fuerzas Armadas de Egipto. Este suceso fue una reacción a las protestas que estallaron desde el 29 de junio, cuando miles de manifestantes se reunieron en la plaza de la Liberación en el centro de El Cairo, Egipto, para exigir la renuncia inmediata del presidente Morsi. | Caída del gobierno de Mubarak (11 de febrero de 2011) • Dimisión del primer ministro Ahmed Nazif y Ahmed Shafik. • Asunción del poder por el Consejo Supremo de las Fuerzas Armadas. • Suspensión de la Constitución. • Disolución del NDP, antiguo partido gobernante de Egipto, y transferencia de sus activos al Estado. • Arresto y enjuiciamiento de Mubarak, su familia y sus exministros. • Levantamiento del estado de excepción de 31 años. • Elecciones democráticas celebradas para reemplazar a Mubarak como presidente; Mohamed Morsi elegido e inaugurado como presidente. | 846                                         |
| 26 de enero de 2011     | Siria             | 8 de diciembre de 2024   | Caída del gobiernoLa brutal represión de las protestas derivó en una brutal guerra civil que tardo 13 años en sacar a la dinastía Assad del Poder | El presidente Bashar al-Ásad respondió inicialmente con violencia de la policía en las manifestaciones, pero al ver que el conflicto iba a mayores, y que sus opositores comenzaron a dominar ciudades, el ordena bombardeos aéreos y ataques con misiles a todas las ciudades bajo dominio rebelde, además del envío de tropas a combatir. El Ejército Libre de Siria, compuesto por los rebeldes y otros adeptos, inicia operaciones de invasión a las principales ciudades del país, como Damasco, Alepo, Homs y muchas otras, donde se viven los más brutales enfrentamientos contra las fuerzas gubernamentales. Entre 2012 y 2013, la violencia en el país aumentó mucho y la lucha armada es prácticamente el día a día de los sirios, siendo los civiles inocentes quienes lideran los números de muertos, de heridos, de desplazados y de refugiados producto de la guerra. Hoy en día, los bombardeos y las luchas continúan y con una intensidad y frecuencia nunca vista en otros enfrentamientos de la Primavera Árabe, ni siquiera en Libia. Esto vuelve a la guerra civil siria en el peor conflicto de la Primavera Árabe. El gobierno de Ásad es derrocado en una ofensiva rebelde en diciembre de 2024. | 100.000 - 120.000                           |
| 27 de enero de 2011     | Yemen             | 27 de febrero de 2012    | Caída del gobierno:Disputas internas en el gobierno en contra del presidente.; Protestas en las calles y enfrentamientos entre opositores y partidarios del gobierno, al borde de una guerra civil. El Vicepresidente Abd Rabbuh Mansur al-Hadi asume como presidente tras las elecciones del 21 de febrero de 2012. | • El Presidente Saleh anuncia que no se presentará a las elecciones de 2013 (2 Feb). • El presidente yemení, Ali Abdullah Saleh, resultó herido el 3 de junio en el bombardeo del palacio presidencial. Saleh, fue operado en un hospital de Riad, mientras que en Saná el vicepresidente Abd Rabbuh Mansur al-Hadi tomó las riendas del país y logró un pacto de alto el fuego con un importante líder opositor tribal.[cita requerida] • Caída del gobierno de Saleh (27 de febrero de 2012). • Luego de dos periodos como presidente interino por Saleh, finalmente Abd Rabbuh Mansur al-Hadi asume como presidente tras las elecciones del 21 de febrero de 2012, en las cuales él era el único candidato. | 1.784-1.870                                 |
| 28 de enero de 2011     | Yibuti            | 11 de marzo de 2011      | Menor:Protestas menores | | 2                                           |
| 30 de enero de 2011     | Sudán             | 26 de octubre de 2013    | Menor:Protestas menores | El presidente Omar al-Bashir anuncia que no buscaría la reelección en 2015. Sin embargo, Bashir fue elegido como candidato del Partido Gobernante para las elecciones de 2015 | 1                                           |
| 10 de febrero de 2011   | Irak              | 23 de diciembre de 2011  | Mayor:Auto-inmolaciones; protestas a lo largo de Irak en muchas ciudades. Día de la ira | El primer ministro Nuri al Maliki anuncia que no se presentará a un tercer mandato para 2014 (5 Feb). | 35                                          |
| 13 de febrero de 2011   | Somalia           | Febrero de 2011          | Menor:Protestas menores | | 5                                           |
| 14 de febrero de 2011   | Baréin            | 6 de diciembre de 2012   | Mayor:Protestas mayores Intervención extranjera; ocupación de los principales espacios públicos | • El rey Hamad donará 1000 dinares (2.652 $) a cada familia. • El 22 de febrero el rey decide liberar a los presos políticos. • Ocupación extranjera por parte del CCEAG.[cita requerida] | 76                                          |
| 15 de febrero de 2011   | Libia             | 20 de octubre de 2011    | Caída del gobierno:Protestas por todo el país contra la oligarquía y la corrupción. Las mayores protestas comenzaron en Bengasi, y se trasladaron a otras ciudades; Violentos choques entre los manifestantes y los seguidores del gobierno y la policía, producto de la fuerte represión. Opositores al régimen controlan diversas ciudades incluyendo Misurata y Bengasi y la capital, Trípoli. Oposición constituye gobierno paralelo que es reconocido por diversos países y la Liga Árabe.                                                                                     | Gobierno libio promete inicialmente mejoras en vivienda y economía. Ante las protestas, ataca militarmente a insurgentes y logra recuperar territorio, rodeando Bengasi y Misurata. Naciones Unidas rechaza las acciones de Gadafi, embarga bienes del gobierno en el exterior y posteriormente establece zona de exclusión aérea. La OTAN ejecuta acciones militares contra gobierno de Gadafi. El 20 de octubre Gadafi es asesinado por los rebeldes en Sirte y cae su gobierno.[cita requerida] | 30.000-50.000                               |
| 19 de febrero de 2011   | Kuwait            | Diciembre de 2012        | Cambios en el gobierno:Protestas menores | Destitución del primer ministro Naser Al-Mohamed Al-Ahmed Al-Sabah. | 0                                           |
| 20 de febrero de 2011   | Marruecos         | 23 de septiembre de 2012 | Mayor:Inmolaciones. El Movimiento del 20 de febrero reclama al rey Mohamed VI «igualdad, justicia social, empleo, vivienda, educación y salarios más altos». | El rey Mohamed VI anuncia reformas en la Constitución de Marruecos tras las protestas en el país. | 5                                           |
| 25 de febrero de 2011   | Mauritania        | Mayo de 2012             | Menor:Auto inmolación | | 2                                           |
| Saldo de fallecidos:    | 133.073- 173.159  |                          | | |                                             |

## Impacto internacional
El 12 de febrero, el secretario de Relaciones Exteriores británico, William Hague pidió a los gobiernos afectados que se abstuvieran de utilizar la fuerza contra los manifestantes, y también mayores reformas democráticas en la región. El 21 de febrero, el primer ministro británico, David Cameron se convirtió en el primer líder mundial en visitar Egipto después del derrocamiento de Mubarak, 10 días antes. Un apagón de noticias se levantó cuando el primer ministro aterrizó en El Cairo para una parada de cinco horas que se añadió a toda prisa en el inicio de su gira prevista por Oriente Medio.

### La economía mundial
Como muchos de los principales productores mundiales de petróleo son países del Oriente Medio, los disturbios habrían causado un aumento en los precios del petróleo. Por ello, el Fondo Monetario Internacional en consecuencia, revisó su pronóstico para 2011 previendo un precio más alto, y también informó que los precios de los alimentos podrían aumentar. Además, la preocupación por el Canal de Suez de Egipto han subido los precios de envío del petróleo y el aceite.

### El papel de Internet
El papel que Internet juega en estas revoluciones y las redes sociales está siendo ampliamente discutido entre quienes lo defienden como gran causa de las revueltas y quienes lo citan simplemente como un cambio en los medios de comunicación y nunca como una causa profunda. En cualquier caso, la rápida comunicación a través de la Red ha servido para que tengan unas características propias, como la espontaneidad y la ausencia clara de liderazgo. En el caso egipcio, además, Internet se reveló tan importante que fue prohibido por el gobierno junto a los teléfonos móviles y, días después, a la cadena televisiva Al Jazeera, que justamente emitía 24 horas las revueltas en Internet. No obstante, los egipcios han sabido comunicarse a través de ardides y tecnologías antiguas como el fax.
Una postura intermedia entre ambos extremos es la de Manuel Castells, que aunque reconoce que Internet no ha sido causa principal de las revoluciones (señala la miseria, la exclusión social, la falsa democracia, la falta de información y el encarcelamiento como tales), llama a la revolución de Túnez Wikirevolución del jazmín, porque según él su funcionamiento recuerda a una wiki.
Cabe también señalar que aunque las redes sociales funcionaron como un convocador de las marchas inicialmente, no fueron esenciales semanas después, pues cuando hubo apagones y cortes de luz en estos países los jóvenes tocaban de puerta en puerta para traer participantes a las marchas, como señala Víctor de Currea-Lugo en su curso sobre el Oriente Medio, junto con sus notas de viaje durante este proceso en las zonas árabes.

### La crítica y las reacciones internacionales
Algunos estudiosos y expertos, incluyendo Slavoj Zizek y Robert Fisk, han argumentado que la gama de reacciones internacionales a las diversas protestas, revueltas y revoluciones asociadas a las revoluciones árabes demuestra la hipocresía de parte de los gobiernos en el mundo occidental y en otros lugares. Žižek denunció que la «reacción liberal occidental a los levantamientos en Egipto y Túnez, con frecuencia demuestran la hipocresía y el cinismo». Cuando se le preguntó si consideraba que Hosni Mubarak, el presidente egipcio, era un «gobernante autoritario» antes de que el movimiento popular lo derrocara del poder, el entonces presidente de EE. UU. Barack Obama, dijo que él tiende a «no utilizar etiquetas para la gente», lo llamó un «aliado incondicional en muchos aspectos a los Estados Unidos», y afirmó que Mubarak «ha sido una fuerza para la estabilidad en la región».
Las protestas en muchos países afectados han suscitado un amplio apoyo de la comunidad internacional, mientras que las duras respuestas de los gobiernos en general han cumplido con condena. En el caso de las protestas en Baréin, Marruecos y Siria, la respuesta internacional ha sido mucho más matizada.
Algunos críticos han acusado a los gobiernos occidentales, entre ellos los de Francia, el Reino Unido, y los Estados Unidos, de hipócritas en la manera en que han reaccionado a las protestas. Noam Chomsky acusó al gobierno de Obama de tratar de amortiguar la oleada revolucionaria y sofocar los esfuerzos populares de democratización en el Medio Oriente. El papel cumplido por países que han discrepado de las actitudes asumidas por las potencias occidentales, como Rusia y China, también ha sido denunciado como inspirado por intereses y objetivos propios.